# اویلین کانیک
اویلین کانیک (انگلیسی: Evelyn Künneke؛ ۱۵ دسامبر ۱۹۲۱ – ۲۸ آوریل ۲۰۰۱) هنرپیشه و خواننده اهل آلمان بود.
از فیلم‌ها یا برنامه‌های تلویزیونی که وی در آنها نقش داشته‌است می‌توان به کاندوم قاتل و کوه جادو اشاره کرد.